# Bắc Chu

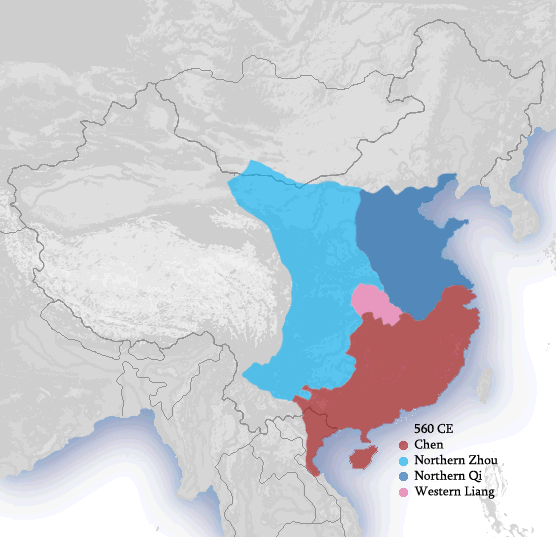
Năm 560
Trần
Bắc Tề
Bắc Chu.
Tây Lương.

Bắc Chu (tiếng Trung: 北周) là một triều đại tiếp theo nhà Tây Ngụy thời Nam Bắc triều, có chủ quyền đối với miền Bắc Trung Quốc từ năm 557 tới năm 581. Cơ sở quyền lực của nhà Bắc Chu được Vũ Văn Thái, một viên đại tướng nhà Tây Ngụy, thiết lập sau khi có sự chia tách Bắc Ngụy thành Tây Ngụy và Đông Ngụy vào năm 535.
Sau khi Vũ Văn Thái chết năm 556, cháu trai ông Vũ Văn Hộ đã buộc Tây Ngụy Cung Đế Nguyên Khuếch phải nhường ngôi cho con trai thứ ba của Vũ Văn Thái là Vũ Văn Giác (tức Hiếu Mẫn Đế), thành lập ra nhà Bắc Chu. Hiếu Mân Đế giáng Tây Ngụy Cung Đế làm Tống Công, không lâu sau thì xử tử. Nhà Bắc Chu có tổng cộng 161 châu, 356 quận, 642 huyện. Đến khi tiêu diệt Bắc Tề thống nhất miền Bắc tổng cộng có 211 châu, 508 quận, 1124 huyện.
Sự trị vì của ba vị hoàng đế đầu tiên của nhà Bắc Chu (các con trai Vũ Văn Thái) – bao gồm Bắc Chu Hiếu Mẫn Đế, Bắc Chu Minh Đế và Bắc Chu Vũ Đế bị chi phối bởi ảnh hưởng của Vũ Văn Hộ cho tới khi Vũ Đế cho mai phục giết chết Hộ năm 572 và tự mình cai trị.

## Vũ Văn Hộ nắm quyền
Hiếu Mẫn đế lên ngôi, Vũ Văn Hộ làm nhiếp chính trong triều được phong Tấn công. Vũ Văn Hộ, tự Tát Bảo, chính là cháu Vũ Văn Thái. Từ nhỏ Hộ đã theo Thái, chịu trách nhiệm quản lý gia tộc, theo quân đông chinh tây phạt, công tích không nhỏ. Rất được sự coi trọng và tín nhiệm của Vũ Văn Thái, làm tới chức Phiêu kị Đại tướng quân, tước Trung Sơn công.
Thiết chế nhà nước và các nghi lễ được áp dụng theo nguyên mẫu của nhà Chu có kết hợp một số phong tục của người Tiên Ti.
Sau khi nhà Bắc Chu kiến lập, Vũ Văn Hộ nhận chức Đại trủng tể (tể tướng), tiếp tục nắm giữ đại quyền. Trong mắt Hộ, vị hoàng đế mới 16 tuổi Hiếu Mẫn đế mới chỉ là một đứa trẻ, mọi việc đều phải do mình làm chủ mới được. Ai ngờ được Vũ Văn Giác tuy tuổi trẻ nhưng tính cách lại cương nghị quả đoán, cực kỳ bất mãn với Vũ Văn Hộ chuyên quyền ngang ngược. Đồng thời trong triều cũng có một số đại thần không chịu được Vũ Văn Hộ, cho rằng quyền lực phải thuộc về tay hoàng đế chứ không phải trong tay Hộ.
Những vị đại thần này thường cổ vũ cho hoàng đế giết Hộ. Thế là Vũ Văn Giác bèn cho triệu tập một số võ sĩ, thường vào hậu cung diễn tập làm cách nào để giết được Vũ Văn Hộ. Hoàng thượng lại cùng với các vị đại thần quyết định trong một hôm nào triều đình yến hội thì bắt mà giết chết Hộ. Việc chưa kịp thực thi thì có người cáo giác cho Vũ Văn Hộ. Hộ lập tức ra tay giết chết Vũ Văn Giác và lập một người con khác của Vũ Văn Thái là Ninh Đô công Vũ Văn Dục lên ngôi, hiệu là Minh Đế. Hiếu Mẫn Đế bị giáng xuống làm Lạc Dương công và một tháng sau thì bị giết.
Bắc Chu Minh Đế Vũ Văn Dục tụ tập được khá nhiều những vị lão thần nguyên huân giúp phát triển kinh tế, tiếng tăm cũng càng ngày càng lớn. Những điều như thế đã làm cho Vũ Văn Hộ sợ hãi bất an. Để thử hoàng đế, Hộ đã giả bộ làm một lần trả lại binh quyền cho hoàng đế. Trừ quân quyền ra, tất cả mọi quyền lực đều giao về cho hoàng đế. Ai ngờ Vũ Văn Dục không hề khách khí mà thu hết cả về, lập tức xưng danh hiệu đổi thành hoàng đế (khi trước những người nắm quyền lực tối cao của nhà Bắc Chu đều xưng là Thiên Vương). Vũ Văn Hộ bắt đầu thấy sợ hãi, bèn mua chuộc viên quan chủ quản việc ăn uống của hoàng đế, bí mật bỏ thuốc độc vào trong thức ăn, đầu độc chết hoàng đế. Minh Đế Vũ Văn Dục tại vị chưa đầy 2 năm.
Trước lúc chết, Minh Đế chỉ định em mình là Lộ công Vũ Văn Ung (543-578) làm người kế vị, Vũ Văn Ung lên ngôi, hiệu là Vũ Đế. Quyền lực Vũ Văn Hộ bao trùm lên lục khanh, diệt trừ 3 trong số 6 trụ quốc là Hầu Mạc Trần Sùng Vi, Độc Cô Tín, Triệu Quý.

## Chu Vũ Đế lên ngôi
Năm 562, Bắc Chu thiết lập quan hệ hòa hiếu với nước Trần, gửi về nước Trần các con tin trong đó có Trần Xương, anh họ Trần Văn Đế, con Trần Vũ Đế, gia đình Trần Húc (sau này là Tuyên Đế) và Trần Thúc Bảo (con Trần Húc, sau này là Trần Hậu Chủ). Đổi lại, Trần nhường cho Bắc Chu thành Lư Sơn (Vũ Hán, Hồ Bắc).
Mùa thu năm 562, Vũ Đế đã bắt đầu cấp lương bổng cho các quý tộc dựa vào tước vị của mỗi người. Đồng thời mùa xuân năm 563, Vũ Đế cho ban hành bộ Hình thư mới có 25 chương do Thác bạt Địa soạn thảo, trong đó các tội hình sự chia làm 25 mục.
Mùa thu năm 563, Bắc Chu liên minh với người Đột Quyết chống lại Bắc Tề, Vũ Đế cưới con gái Ashina Qijin, hãn Mugan. Mùa đông năm 563, liên quân hai nước tấn công Bắc Tề, cánh quân phía nam đánh vào Bình Dương (Lâm Phần, Sơn Tây), cánh quân phía bắc đánh vào kinh đô thứ hai của Bắc Tề là Tấn Dương. Cánh quân phía bắc do tướng Dương Trung chỉ huy bao vây Tấn Dương nhưng bị quân Bắc Tề do tướng Đoàn Thiều chỉ huy đánh lui. Cánh quân phía nam do tướng Đạt Hề Vũ chỉ huy cũng bị đẩy lui. 
Mùa xuân năm 572, Vũ Đế dùng kế tiêu diệt Vũ Văn Hộ cùng phe cánh của ông ta, giành lại quyền lực.

## Vũ Đế củng cố chính quyền
Vũ Đế phân chia lại quyền lực trong triều. Vũ Đế lập con mình là Lộ công Vũ Văn Vân làm thái tử, đồng thời ra lệnh ân xá. Các lực lượng quân sự của phủ binh được nhập vào lực lượng quân đội và dưới sự chỉ huy trực tiếp của quan chức triều đình. Các chính sách cũ bị bãi bỏ. Người Hán có thể gia nhập quân đội và người phi Hán tộc cũng có thể trở thành nông dân. Vũ đế cho áp dụng chế độ quân điền.
Nhằm tăng cường năng lực giao thông, các con kênh đã được đào. Những nô lệ và lực lượng quân đội riêng bị bãi bỏ, các nhà tu hành Đạo giáo và Phật giáo bị buộc phải hoàn tục, ruộng đất của các cơ sở tôn giáo bị sung công. Đạo giáo và Phật giáo bị cấm. Qua đó số người nộp thuế cho nhà nước tăng lên và nhà nước thu được nhiều hoa lợi.
Nhà Bắc Chu quy định mỗi hộ gia đình mỗi năm nộp 3 đấu lương, con trai 18 tuổi thành đinh, mỗi năm đi phu 1 tháng. Dựa vào cải cách của Vũ Văn Thái, Vũ Đế đã thành lập lục bộ giúp việc triều chính.
Nhờ những biện pháp đó, Bắc Chu đã tiêu diệt kình địch Bắc Tề năm 577, chiếm trọn vẹn lãnh thổ nước này.

## Pháp nạn thứ ba
Chu Vũ Đế là vị vua đã có cống hiến rất lớn cho sự nghiệp thống nhất đất nước Trung Quốc. Tuy nhiên trong thời gian này xảy ra sự kiện pháp nạn Phật giáo. Lúc ấy tăng lữ ở Bắc Chu có hàng trăm vạn người, hơn một vạn tự viện, ảnh hưởng nghiêm trọng đến tài nguyên và ảnh hưởng đến cả số quan (vì đàn ông đi tu quá nhiều) của triều đình. Vũ Đế ra lệnh cải cách quan trọng nhất là cấm chỉ hai tông giáo Phật và Đạo. Năm 574, Chu Vũ Đế ra sắc lệnh bãi bỏ Phật giáo, bắt các tăng sĩ về làm dân, xung vào binh nội; chùa chiền bị biến thành phủ đệ cho các vương hầu ở, dân chúng bị ngăn cấm không cho thờ cúng Phật. Chu Vũ Đế cho tịch thu toàn bộ chùa chiền, đất đai, tượng đồng, tài sản sung vào quân nhu. Kết quả tài chính thu nhập tăng cao, quân đội ngày càng lớn mạnh. Chu Vũ Đế lại tiến hành chính sách diệt Phật ở đất Bắc Tề và hạ chiếu thả nô tì. Nhưng ít năm sau, Chu Tuyên Đế nối ngôi, lại sắc chiếu phục hưng Phật giáo, truyền dịch kinh luận.

## Tiêu diệt Bắc Tề, thống nhất miền Bắc
Mùa hè năm 576, Vũ Đế bố trí chiến lược chinh phục Bắc Tề: sử dụng mấy đạo quân tiến đánh cùng một lúc làm rối loạn hướng phòng thủ của Bắc Tề. Trong khi quân chủ lực thì đánh vào Hà Nam rồi đóng yên một chỗ đợi quân chủ lực Bắc Tề kéo đến chỉ trong một trận đánh sẽ tiêu diệt quân chủ lực Bắc Tề, sắn sàng tảo thanh trên phạm vi nước Tề. Ngay trong năm đó, Vũ Đế đã thực hiện kế hoạch nói trên, chia 4 cánh quân theo đường thủy bộ đánh vào Bắc Tề, giành được thắng lợi liên tiếp, nhưng khi quân chủ lực Bắc Tề kéo đến Hà Nam chuẩn bị giao chiến thì Vũ Đế bị bệnh nặng phải rút quân, bỏ lại hơn 30 thành trì vừa chiếm được.
Qua năm sau, Chu Vũ Đế lại mở cuộc tấn công lần thứ hai. Mục tiêu chủ yếu của cuộc tấn công này là Bình Dương (Lâm Phần, Sơn Tây). Sau khi quân Chu vượt Hoàng Hà chỉ trong 9 ngày đã đánh chiếm Bình Dương. Chu Vũ Đế chỉ để lại 1 vạn tinh binh do danh tướng Lương Sĩ Ngạn trấn thủ, còn bản thân thì rút về Quan Trung. Tề Hậu Chủ phải một tháng sau mới huy động được đại quân kéo tới bao vây Bình Dương, tấn công liên tục trong 1 tháng mà vẫn không hạ được ngôi thành cô lập này. Sau khi Chu Vũ Đế trở về Trường An ở lại chỉ có 1 hôm lập tức kéo 8 vạn tinh binh quay trở lại chiến trường cứu viện cho Bình Dương. Đôi bên giao tranh gần Bình Dương. Tề Hậu Chủ chỉ huy tác chiến rất liều lĩnh, không kể gì quân sĩ đang mệt mỏi, vừa trông thấy đối phương là mở cuộc tấn công ngay. Nhưng khi cuộc chiến đấu thất lợi thì lại hốt hoảng dẫn mấy chục thân tín bỏ chạy khỏi chiến trường, làm cho toàn quân đều bị tiêu diệt. Chu Vũ Đế xuống lệnh cho các tướng xua quân truy kích. Tề Hậu Chủ chạy đến Tấn Dương (Thái Nguyên, Sơn Tây) cũng không có ý định chỉnh đốn quân đội để tác chiến mà lại bỏ chạy đến Nghiệp Đô. Đứng trước sự truy kích quyết liệt của quân Bắc Chu, các tướng sĩ Bắc Tề đều mất hết tinh thần chiến đấu, mạnh ai nấy chạy. Thánh Tấn Dương chỉ giữ được 2 hôm là bị đánh chiếm. Chu Vũ Đế kéo quân đến thẳng Nghiệp Đô. Tề Hậu Chủ đưa con trai 8 tuổi lên ngôi (Ấu Chủ) và tiếp tục chạy về hướng đông. Chu Vũ Đế vẫn cho quân truy kích, một số thành viên Hoàng gia Bắc Tề bỏ chạy lên phía bắc để nhờ sự che chở của người Đột Quyết và tiến hành quấy rối biên cương, còn một bộ phận khác thì bị quân Bắc Chu bắt sống. Mùa xuân năm 577, Vũ Đế tiến quân vào Kinh đô Nghiệp Thành của Bắc Tề, sau đó bắt được Hậu Chủ Cao Vĩ và phong cho Cao Vĩ làm Văn Công. Các lực lượng Bắc Tề còn sót lại sau đó bị đánh bại, toàn bộ lãnh thổ Bắc Tề thuộc về Bắc Chu. Nhà Bắc Chu chỉ mất có 4 tháng để tiêu diệt Bắc Tề.
Mùa xuân năm 577, Vũ Đế dẫn quân khải hoàn trở về Trường An, đem theo các quý tộc Bắc Tề, đến mùa đông năm đó, các thành viên hoàng tộc Bắc Tề bị bắt phải tự tử. Sau khi thống nhất miền Bắc, nhà Bắc Chu có tổng cộng 211 châu, 508 quận, 1124 huyện.
Nhà Trần lợi dụng cơ hội Bắc Tề diệt vong liền phái tướng Ngô Minh Triệt mở cuộc tấn công vào Bành Thành (Từ Châu, Giang Tô), một thành quan trọng trên biên giới Trần và Bắc Tề, giao chiến với Tông quản Từ châu là Lương Sĩ Ngạn. Vũ Đế phái tướng Vương Quỹ giải vây Bành Thành, và mùa xuân năm 578, Ngô Minh Triệt và hơn 3 vạn quân Trần bị bắt làm tù binh, chỉ có kỵ tướng Tiêu Ma Ha cùng 20 kỵ binh chạy thoát.

## Diệt vong
Tuy nhiên, cái chết đột ngột của Vũ Đế năm 578 đã dần dẫn tới sự tiêu vong của triều đại này, do con trai ông Tuyên Đế Vũ Văn Vân lại là một vị hoàng đế hung bạo, thiếu năng lực, làm suy yếu nhà nước này một cách trầm trọng.
Để tận hưởng cuộc sống xa hoa, Chu Tuyên Đế mới làm vua chưa đầy 1 năm đã nhường ngôi cho con là Vũ Văn Xiển mới 7 tuổi để lên làm Thái thượng hoàng lúc mới 20 tuổi. Chỉ qua năm sau (580), Thượng hoàng Vũ Văn Vân mới 21 tuổi đã qua đời.

## Dương Kiên đoạt chính quyền
Cha vợ Tuyên Đế là Dương Kiên, ông ngoại Chu Tĩnh Đế Vũ Văn Xiển đã chiếm trọn quyền hành, và năm 581 đã buộc Tĩnh Đế phải nhường ngôi cho mình, lập ra nhà Tùy. Toàn bộ hoàng tộc Vũ Văn, bao gồm cả Tĩnh Đế, sau này đều bị Dương Kiên tàn sát.
Năm người con Vũ Văn Thái là Ung Châu mục Tất vương Vũ Văn Hiền, Triệu vương Vũ Văn Chiến, Đằng vương Vũ Văn Do lần lượt bị tiêu diệt. Một người cháu của Hiếu Mẫn Đế; 6 người con, 5 người cháu của Vũ Đế, 3 người con của Tuyên Đế và 20 người có liên quan đều bị giết.
Tương Châu tổng quản Uất Trì Huýnh, Trịnh Châu tổng quản Tư Mã Tiêu Nan và Ích Châu tổng quản Vương Khiêm khởi binh chống lại Dương Kiên.
Dương Kiên phái Vi Hiếu Khoan tiến đánh quân Úy Trì Huýnh tại Tương Châu (An Dương, Hà Nam), phái Vương Nghị tiến đánh Tư Mã Tiêu Nan khởi binh ở Vân Châu (An Lục, Hồ Bắc), phái Lương Duệ tiến đánh Vương Khiêm tại Ích Châu, trong nửa năm bình định được các thế lực chống đối, thanh trừng 59 quý tộc Vũ Văn.
Dương Kiên xóa bỏ tất cả những họ mà trước đây vua Bắc Chu đã ban cho người Hán, quan viên người Hán được phục hồi họ cũ của mình, nên nhận được sử ủng hộ của người Hán.
Năm 581, ông phế truất vị vua cuối cùng của Bắc Chu là Vũ Văn Xiển, người đồng thời là cháu ngoại ông, lên ngôi hoàng đế, lập nên nhà Tùy. Chín năm sau, ông tiêu diệt nước Trần ở phía nam, thống nhất toàn bộ Trung Quốc sau gần 300 năm phân liệt.

## Các vị hoàng đế
| Miếu hiệu       | Thụy hiệu (諡號)                                         | Họ, tên               | Trị vì   | Niên hiệu (年號), thời gian sử dụng                                                             |
| --------------- | -------------------------------------------------------- | --------------------- | -------- | ----------------------------------------------------------------------------------------------- |
| Không cố        | Đức Hoàng Đế (德皇帝)                                    | Vũ Văn Quăng (宇文肱) | truy tôn |                                                                                                 |
| Thái Tổ (太祖)  | Văn Hoàng Đế (文皇帝)                                    | Vũ Văn Thái (宇文泰)  | truy tôn |                                                                                                 |
| Không có        | Hiếu Mẫn Hoàng Đế (孝閔皇帝)                             | Vũ Văn Giác (宇文覺)  | 557      | Không có                                                                                        |
| Thế Tông (世宗) | Minh Hoàng Đế (明皇帝) hay Hiếu Minh Hoàng Đế (孝明皇帝) | Vũ Văn Dục (宇文毓)   | 557-560  | Vũ Thành (武成) 559-560                                                                         |
| Cao Tổ (高祖)   | Vũ Hoàng Đế (武皇帝)                                     | Vũ Văn Ung (宇文邕)   | 561-578  | Bảo Định (保定) 561-565 Thiên Hòa (天和) 566-572 Kiến Đức (建德) 572-578 Tuyên Chính (宣政) 578 |
| Không có        | Tuyên Hoàng Đế (宣皇帝)                                  | Vũ Văn Uân (宇文贇)   | 578-579  | Đại Thành (大成) 579                                                                            |
| Không có        | Tĩnh Hoàng Đế (靜皇帝)                                   | Vũ Văn Xiển (宇文闡)  | 579-581  | Đại Tượng (大象) 579-581 Đại Định (大定) 581                                                    |

|                                 |                                 |                                 |                                 |                                 |                                 |  |  | Cát Ô Thố                             |                                       |                                       |                                       |                                       |                                       |  |  |                                        |                                        |                                        |                                        |                                        |                                        |  |  |                                            |                                     |                                     |                                     |                                     |                                     |  |  |  |  |  |  |  |  |  |  |  |  |  |  |  |  |  |  |  |  |  |  |  |  |
|                                 |                                 |                                 |                                 |                                 |                                 |  |  |                                       |                                       |                                       |                                       |                                       |                                       |  |  |                                        |                                        |                                        |                                        |                                        |                                        |  |  |                                            |                                     |                                     |                                     |                                     |                                     |  |  |  |  |  |  |  |  |  |  |  |  |  |  |  |  |  |  |  |  |  |  |  |  |
|                                 |                                 |                                 |                                 |                                 |                                 |  |  |                                       |                                       |                                       |                                       |                                       |                                       |  |  |                                        |                                        |                                        |                                        |                                        |                                        |  |  |                                            |                                     |                                     |                                     |                                     |                                     |  |  |  |  |  |  |  |  |  |  |  |  |  |  |  |  |  |  |  |  |  |  |  |  |
|                                 |                                 |                                 |                                 |                                 |                                 |  |  |                                       |                                       |                                       |                                       |                                       |                                       |  |  |                                        |                                        |                                        |                                        |                                        |                                        |  |  |                                            |                                     |                                     |                                     |                                     |                                     |  |  |  |  |  |  |  |  |  |  |  |  |  |  |  |  |  |  |  |  |  |  |  |  |
|                                 |                                 |                                 |                                 |                                 |                                 |  |  |                                       |                                       |                                       |                                       |                                       |                                       |  |  |                                        |                                        |                                        |                                        |                                        |                                        |  |  |                                            |                                     |                                     |                                     |                                     |                                     |  |  |  |  |  |  |  |  |  |  |  |  |  |  |  |  |  |  |  |  |  |  |  |  |
|                                 |                                 |                                 |                                 |                                 |                                 |  |  | Vũ Văn Phổ Hồi                        |                                       |                                       |                                       |                                       |                                       |  |  |                                        |                                        |                                        |                                        |                                        |                                        |  |  |                                            |                                     |                                     |                                     |                                     |                                     |  |  |  |  |  |  |  |  |  |  |  |  |  |  |  |  |  |  |  |  |  |  |  |  |
|                                 |                                 |                                 |                                 |                                 |                                 |  |  |                                       |                                       |                                       |                                       |                                       |                                       |  |  |                                        |                                        |                                        |                                        |                                        |                                        |  |  |                                            |                                     |                                     |                                     |                                     |                                     |  |  |  |  |  |  |  |  |  |  |  |  |  |  |  |  |  |  |  |  |  |  |  |  |
|                                 |                                 |                                 |                                 |                                 |                                 |  |  | Vũ Văn Mạc Na                         |                                       |                                       |                                       |                                       |                                       |  |  |                                        |                                        |                                        |                                        |                                        |                                        |  |  |                                            |                                     |                                     |                                     |                                     |                                     |  |  |  |  |  |  |  |  |  |  |  |  |  |  |  |  |  |  |  |  |  |  |  |  |
|                                 |                                 |                                 |                                 |                                 |                                 |  |  |                                       |                                       |                                       |                                       |                                       |                                       |  |  |                                        |                                        |                                        |                                        |                                        |                                        |  |  |                                            |                                     |                                     |                                     |                                     |                                     |  |  |  |  |  |  |  |  |  |  |  |  |  |  |  |  |  |  |  |  |  |  |  |  |
|                                 |                                 |                                 |                                 |                                 |                                 |  |  | Vũ Văn Khả Địa Hãn                    |                                       |                                       |                                       |                                       |                                       |  |  |                                        |                                        |                                        |                                        |                                        |                                        |  |  |                                            |                                     |                                     |                                     |                                     |                                     |  |  |  |  |  |  |  |  |  |  |  |  |  |  |  |  |  |  |  |  |  |  |  |  |
|                                 |                                 |                                 |                                 |                                 |                                 |  |  |                                       |                                       |                                       |                                       |                                       |                                       |  |  |                                        |                                        |                                        |                                        |                                        |                                        |  |  |                                            |                                     |                                     |                                     |                                     |                                     |  |  |  |  |  |  |  |  |  |  |  |  |  |  |  |  |  |  |  |  |  |  |  |  |
|                                 |                                 |                                 |                                 |                                 |                                 |  |  | □                                     |                                       |                                       |                                       |                                       |                                       |  |  |                                        |                                        |                                        |                                        |                                        |                                        |  |  |                                            |                                     |                                     |                                     |                                     |                                     |  |  |  |  |  |  |  |  |  |  |  |  |  |  |  |  |  |  |  |  |  |  |  |  |
|                                 |                                 |                                 |                                 |                                 |                                 |  |  |                                       |                                       |                                       |                                       |                                       |                                       |  |  |                                        |                                        |                                        |                                        |                                        |                                        |  |  |                                            |                                     |                                     |                                     |                                     |                                     |  |  |  |  |  |  |  |  |  |  |  |  |  |  |  |  |  |  |  |  |  |  |  |  |
|                                 |                                 |                                 |                                 |                                 |                                 |  |  |                                       |                                       |                                       |                                       |                                       |                                       |  |  |                                        |                                        |                                        |                                        |                                        |                                        |  |  |                                            |                                     |                                     |                                     |                                     |                                     |  |  |  |  |  |  |  |  |  |  |  |  |  |  |  |  |  |  |  |  |  |  |  |  |
| Vũ Văn Mạc Hòe                  | Vũ Văn Mạc Hòe                  | Vũ Văn Mạc Hòe                  | Vũ Văn Mạc Hòe                  | Vũ Văn Mạc Hòe                  | Vũ Văn Mạc Hòe                  |  |  | Vũ Văn Phổ Bát                        | Vũ Văn Phổ Bát                        | Vũ Văn Phổ Bát                        | Vũ Văn Phổ Bát                        | Vũ Văn Phổ Bát                        | Vũ Văn Phổ Bát                        |  |  |                                        |                                        |                                        |                                        |                                        |                                        |  |  |                                            |                                     |                                     |                                     |                                     |                                     |  |  |  |  |  |  |  |  |  |  |  |  |  |  |  |  |  |  |  |  |  |  |  |  |
| Vũ Văn Mạc Hòe                  | Vũ Văn Mạc Hòe                  | Vũ Văn Mạc Hòe                  | Vũ Văn Mạc Hòe                  | Vũ Văn Mạc Hòe                  | Vũ Văn Mạc Hòe                  |  |  | Vũ Văn Phổ Bát                        | Vũ Văn Phổ Bát                        | Vũ Văn Phổ Bát                        | Vũ Văn Phổ Bát                        | Vũ Văn Phổ Bát                        | Vũ Văn Phổ Bát                        |  |  |                                        |                                        |                                        |                                        |                                        |                                        |  |  |                                            |                                     |                                     |                                     |                                     |                                     |  |  |  |  |  |  |  |  |  |  |  |  |  |  |  |  |  |  |  |  |  |  |  |  |
|                                 |                                 |                                 |                                 |                                 |                                 |  |  | Vu Văn Khâu Bất Cần                   |                                       |                                       |                                       |                                       |                                       |  |  |                                        |                                        |                                        |                                        |                                        |                                        |  |  |                                            |                                     |                                     |                                     |                                     |                                     |  |  |  |  |  |  |  |  |  |  |  |  |  |  |  |  |  |  |  |  |  |  |  |  |
|                                 |                                 |                                 |                                 |                                 |                                 |  |  |                                       |                                       |                                       |                                       |                                       |                                       |  |  |                                        |                                        |                                        |                                        |                                        |                                        |  |  |                                            |                                     |                                     |                                     |                                     |                                     |  |  |  |  |  |  |  |  |  |  |  |  |  |  |  |  |  |  |  |  |  |  |  |  |
|                                 |                                 |                                 |                                 |                                 |                                 |  |  | Vũ Văn Mạc Khuê                       |                                       |                                       |                                       |                                       |                                       |  |  |                                        |                                        |                                        |                                        |                                        |                                        |  |  |                                            |                                     |                                     |                                     |                                     |                                     |  |  |  |  |  |  |  |  |  |  |  |  |  |  |  |  |  |  |  |  |  |  |  |  |
|                                 |                                 |                                 |                                 |                                 |                                 |  |  |                                       |                                       |                                       |                                       |                                       |                                       |  |  |                                        |                                        |                                        |                                        |                                        |                                        |  |  |                                            |                                     |                                     |                                     |                                     |                                     |  |  |  |  |  |  |  |  |  |  |  |  |  |  |  |  |  |  |  |  |  |  |  |  |
|                                 |                                 |                                 |                                 |                                 |                                 |  |  | Văn Văn Tốn Nật Diên                  |                                       |                                       |                                       |                                       |                                       |  |  |                                        |                                        |                                        |                                        |                                        |                                        |  |  |                                            |                                     |                                     |                                     |                                     |                                     |  |  |  |  |  |  |  |  |  |  |  |  |  |  |  |  |  |  |  |  |  |  |  |  |
|                                 |                                 |                                 |                                 |                                 |                                 |  |  |                                       |                                       |                                       |                                       |                                       |                                       |  |  |                                        |                                        |                                        |                                        |                                        |                                        |  |  |                                            |                                     |                                     |                                     |                                     |                                     |  |  |  |  |  |  |  |  |  |  |  |  |  |  |  |  |  |  |  |  |  |  |  |  |
|                                 |                                 |                                 |                                 |                                 |                                 |  |  |                                       |                                       |                                       |                                       |                                       |                                       |  |  |                                        |                                        |                                        |                                        |                                        |                                        |  |  |                                            |                                     |                                     |                                     |                                     |                                     |  |  |  |  |  |  |  |  |  |  |  |  |  |  |  |  |  |  |  |  |  |  |  |  |
| Vũ Văn Khất Đắc Quy             | Vũ Văn Khất Đắc Quy             | Vũ Văn Khất Đắc Quy             | Vũ Văn Khất Đắc Quy             | Vũ Văn Khất Đắc Quy             | Vũ Văn Khất Đắc Quy             |  |  | Vũ Văn Dật Đậu Quy                    | Vũ Văn Dật Đậu Quy                    | Vũ Văn Dật Đậu Quy                    | Vũ Văn Dật Đậu Quy                    | Vũ Văn Dật Đậu Quy                    | Vũ Văn Dật Đậu Quy                    |  |  |                                        |                                        |                                        |                                        |                                        |                                        |  |  |                                            |                                     |                                     |                                     |                                     |                                     |  |  |  |  |  |  |  |  |  |  |  |  |  |  |  |  |  |  |  |  |  |  |  |  |
| Vũ Văn Khất Đắc Quy             | Vũ Văn Khất Đắc Quy             | Vũ Văn Khất Đắc Quy             | Vũ Văn Khất Đắc Quy             | Vũ Văn Khất Đắc Quy             | Vũ Văn Khất Đắc Quy             |  |  | Vũ Văn Dật Đậu Quy                    | Vũ Văn Dật Đậu Quy                    | Vũ Văn Dật Đậu Quy                    | Vũ Văn Dật Đậu Quy                    | Vũ Văn Dật Đậu Quy                    | Vũ Văn Dật Đậu Quy                    |  |  |                                        |                                        |                                        |                                        |                                        |                                        |  |  |                                            |                                     |                                     |                                     |                                     |                                     |  |  |  |  |  |  |  |  |  |  |  |  |  |  |  |  |  |  |  |  |  |  |  |  |
|                                 |                                 |                                 |                                 |                                 |                                 |  |  | Vũ Văn Lăng                           |                                       |                                       |                                       |                                       |                                       |  |  |                                        |                                        |                                        |                                        |                                        |                                        |  |  |                                            |                                     |                                     |                                     |                                     |                                     |  |  |  |  |  |  |  |  |  |  |  |  |  |  |  |  |  |  |  |  |  |  |  |  |
|                                 |                                 |                                 |                                 |                                 |                                 |  |  |                                       |                                       |                                       |                                       |                                       |                                       |  |  |                                        |                                        |                                        |                                        |                                        |                                        |  |  |                                            |                                     |                                     |                                     |                                     |                                     |  |  |  |  |  |  |  |  |  |  |  |  |  |  |  |  |  |  |  |  |  |  |  |  |
|                                 |                                 |                                 |                                 |                                 |                                 |  |  | Vũ Văn Hệ                             |                                       |                                       |                                       |                                       |                                       |  |  |                                        |                                        |                                        |                                        |                                        |                                        |  |  |                                            |                                     |                                     |                                     |                                     |                                     |  |  |  |  |  |  |  |  |  |  |  |  |  |  |  |  |  |  |  |  |  |  |  |  |
|                                 |                                 |                                 |                                 |                                 |                                 |  |  |                                       |                                       |                                       |                                       |                                       |                                       |  |  |                                        |                                        |                                        |                                        |                                        |                                        |  |  |                                            |                                     |                                     |                                     |                                     |                                     |  |  |  |  |  |  |  |  |  |  |  |  |  |  |  |  |  |  |  |  |  |  |  |  |
|                                 |                                 |                                 |                                 |                                 |                                 |  |  | Vũ Văn Thao                           |                                       |                                       |                                       |                                       |                                       |  |  |                                        |                                        |                                        |                                        |                                        |                                        |  |  |                                            |                                     |                                     |                                     |                                     |                                     |  |  |  |  |  |  |  |  |  |  |  |  |  |  |  |  |  |  |  |  |  |  |  |  |
|                                 |                                 |                                 |                                 |                                 |                                 |  |  |                                       |                                       |                                       |                                       |                                       |                                       |  |  |                                        |                                        |                                        |                                        |                                        |                                        |  |  |                                            |                                     |                                     |                                     |                                     |                                     |  |  |  |  |  |  |  |  |  |  |  |  |  |  |  |  |  |  |  |  |  |  |  |  |
|                                 |                                 |                                 |                                 |                                 |                                 |  |  | Chu Đức Đế Vũ Văn Quăng ?-526         |                                       |                                       |                                       |                                       |                                       |  |  |                                        |                                        |                                        |                                        |                                        |                                        |  |  |                                            |                                     |                                     |                                     |                                     |                                     |  |  |  |  |  |  |  |  |  |  |  |  |  |  |  |  |  |  |  |  |  |  |  |  |
|                                 |                                 |                                 |                                 |                                 |                                 |  |  |                                       |                                       |                                       |                                       |                                       |                                       |  |  |                                        |                                        |                                        |                                        |                                        |                                        |  |  |                                            |                                     |                                     |                                     |                                     |                                     |  |  |  |  |  |  |  |  |  |  |  |  |  |  |  |  |  |  |  |  |  |  |  |  |
|                                 |                                 |                                 |                                 |                                 |                                 |  |  |                                       |                                       |                                       |                                       |                                       |                                       |  |  |                                        |                                        |                                        |                                        |                                        |                                        |  |  |                                            |                                     |                                     |                                     |                                     |                                     |  |  |  |  |  |  |  |  |  |  |  |  |  |  |  |  |  |  |  |  |  |  |  |  |
| Thiệu Huệ công Vũ Văn Huệ       | Thiệu Huệ công Vũ Văn Huệ       | Thiệu Huệ công Vũ Văn Huệ       | Thiệu Huệ công Vũ Văn Huệ       | Thiệu Huệ công Vũ Văn Huệ       | Thiệu Huệ công Vũ Văn Huệ       |  |  |                                       |                                       |                                       |                                       |                                       |                                       |  |  | Chu Văn Đế Vũ Văn Thái 507-556         | Chu Văn Đế Vũ Văn Thái 507-556         | Chu Văn Đế Vũ Văn Thái 507-556         | Chu Văn Đế Vũ Văn Thái 507-556         | Chu Văn Đế Vũ Văn Thái 507-556         | Chu Văn Đế Vũ Văn Thái 507-556         |  |  |                                            |                                     |                                     |                                     |                                     |                                     |  |  |  |  |  |  |  |  |  |  |  |  |  |  |  |  |  |  |  |  |  |  |  |  |
| Thiệu Huệ công Vũ Văn Huệ       | Thiệu Huệ công Vũ Văn Huệ       | Thiệu Huệ công Vũ Văn Huệ       | Thiệu Huệ công Vũ Văn Huệ       | Thiệu Huệ công Vũ Văn Huệ       | Thiệu Huệ công Vũ Văn Huệ       |  |  |                                       |                                       |                                       |                                       |                                       |                                       |  |  | Chu Văn Đế Vũ Văn Thái 507-556         | Chu Văn Đế Vũ Văn Thái 507-556         | Chu Văn Đế Vũ Văn Thái 507-556         | Chu Văn Đế Vũ Văn Thái 507-556         | Chu Văn Đế Vũ Văn Thái 507-556         | Chu Văn Đế Vũ Văn Thái 507-556         |  |  |                                            |                                     |                                     |                                     |                                     |                                     |  |  |  |  |  |  |  |  |  |  |  |  |  |  |  |  |  |  |  |  |  |  |  |  |
|                                 |                                 |                                 |                                 |                                 |                                 |  |  |                                       |                                       |                                       |                                       |                                       |                                       |  |  |                                        |                                        |                                        |                                        |                                        |                                        |  |  |                                            |                                     |                                     |                                     |                                     |                                     |  |  |  |  |  |  |  |  |  |  |  |  |  |  |  |  |  |  |  |  |  |  |  |  |
| Tấn Đãng công Vũ Văn Hộ 515-572 | Tấn Đãng công Vũ Văn Hộ 515-572 | Tấn Đãng công Vũ Văn Hộ 515-572 | Tấn Đãng công Vũ Văn Hộ 515-572 | Tấn Đãng công Vũ Văn Hộ 515-572 | Tấn Đãng công Vũ Văn Hộ 515-572 |  |  | (2)Chu Minh Đế Vũ Văn Dục 534-557-560 | (2)Chu Minh Đế Vũ Văn Dục 534-557-560 | (2)Chu Minh Đế Vũ Văn Dục 534-557-560 | (2)Chu Minh Đế Vũ Văn Dục 534-557-560 | (2)Chu Minh Đế Vũ Văn Dục 534-557-560 | (2)Chu Minh Đế Vũ Văn Dục 534-557-560 |  |  | (1)Chu Hiếu Mẫn Đế Vũ Văn Giác 542-557 | (1)Chu Hiếu Mẫn Đế Vũ Văn Giác 542-557 | (1)Chu Hiếu Mẫn Đế Vũ Văn Giác 542-557 | (1)Chu Hiếu Mẫn Đế Vũ Văn Giác 542-557 | (1)Chu Hiếu Mẫn Đế Vũ Văn Giác 542-557 | (1)Chu Hiếu Mẫn Đế Vũ Văn Giác 542-557 |  |  | (3)Chu Vũ Đế Vũ Văn Ung 543-560-578        | (3)Chu Vũ Đế Vũ Văn Ung 543-560-578 | (3)Chu Vũ Đế Vũ Văn Ung 543-560-578 | (3)Chu Vũ Đế Vũ Văn Ung 543-560-578 | (3)Chu Vũ Đế Vũ Văn Ung 543-560-578 | (3)Chu Vũ Đế Vũ Văn Ung 543-560-578 |  |  |  |  |  |  |  |  |  |  |  |  |  |  |  |  |  |  |  |  |  |  |  |  |
| Tấn Đãng công Vũ Văn Hộ 515-572 | Tấn Đãng công Vũ Văn Hộ 515-572 | Tấn Đãng công Vũ Văn Hộ 515-572 | Tấn Đãng công Vũ Văn Hộ 515-572 | Tấn Đãng công Vũ Văn Hộ 515-572 | Tấn Đãng công Vũ Văn Hộ 515-572 |  |  | (2)Chu Minh Đế Vũ Văn Dục 534-557-560 | (2)Chu Minh Đế Vũ Văn Dục 534-557-560 | (2)Chu Minh Đế Vũ Văn Dục 534-557-560 | (2)Chu Minh Đế Vũ Văn Dục 534-557-560 | (2)Chu Minh Đế Vũ Văn Dục 534-557-560 | (2)Chu Minh Đế Vũ Văn Dục 534-557-560 |  |  | (1)Chu Hiếu Mẫn Đế Vũ Văn Giác 542-557 | (1)Chu Hiếu Mẫn Đế Vũ Văn Giác 542-557 | (1)Chu Hiếu Mẫn Đế Vũ Văn Giác 542-557 | (1)Chu Hiếu Mẫn Đế Vũ Văn Giác 542-557 | (1)Chu Hiếu Mẫn Đế Vũ Văn Giác 542-557 | (1)Chu Hiếu Mẫn Đế Vũ Văn Giác 542-557 |  |  | (3)Chu Vũ Đế Vũ Văn Ung 543-560-578        | (3)Chu Vũ Đế Vũ Văn Ung 543-560-578 | (3)Chu Vũ Đế Vũ Văn Ung 543-560-578 | (3)Chu Vũ Đế Vũ Văn Ung 543-560-578 | (3)Chu Vũ Đế Vũ Văn Ung 543-560-578 | (3)Chu Vũ Đế Vũ Văn Ung 543-560-578 |  |  |  |  |  |  |  |  |  |  |  |  |  |  |  |  |  |  |  |  |  |  |  |  |
|                                 |                                 |                                 |                                 |                                 |                                 |  |  |                                       |                                       |                                       |                                       |                                       |                                       |  |  |                                        |                                        |                                        |                                        |                                        |                                        |  |  | (4)Chu Tuyên Đế Vũ Văn Uân 559-578-579-580 |                                     |                                     |                                     |                                     |                                     |  |  |  |  |  |  |  |  |  |  |  |  |  |  |  |  |  |  |  |  |  |  |  |  |
|                                 |                                 |                                 |                                 |                                 |                                 |  |  |                                       |                                       |                                       |                                       |                                       |                                       |  |  |                                        |                                        |                                        |                                        |                                        |                                        |  |  |                                            |                                     |                                     |                                     |                                     |                                     |  |  |  |  |  |  |  |  |  |  |  |  |  |  |  |  |  |  |  |  |  |  |  |  |
|                                 |                                 |                                 |                                 |                                 |                                 |  |  |                                       |                                       |                                       |                                       |                                       |                                       |  |  |                                        |                                        |                                        |                                        |                                        |                                        |  |  | (5)Chu Tĩnh Đế Vũ Văn Xiển 573-579-581     |                                     |                                     |                                     |                                     |                                     |  |  |  |  |  |  |  |  |  |  |  |  |  |  |  |  |  |  |  |  |  |  |  |  |

Năm 580, sau khi Tuyên Đế chết, Uất Trì Quýnh (尉遲迥), tin rằng Nhiếp chính Dương Kiên sẽ tiếm ngôi, nên đã nổi lên chống lại Dương Kiên và lập người con trai (không rõ tên) của em trai Vũ Đế là Triệu Vương Vũ Văn Chiêu (宇文招) làm Hoàng đế. Nhưng do Uất Trì Quýnh bị đánh bại ngay sau đó, và do người ta không còn biết gì thêm nữa về vị hoàng đế mà ông đã lập, nên con trai Vũ Văn Chiêu thông thường không được coi là Hoàng đế nhà Bắc Chu.